# Квезнел
Квезнел (Quesnel Lake) је најдубље језеро Британске Колумбије (610 m) и налази се у њеном источном делу. Из језера истиче истоимена река, притока Фрејзера.